# Kris Russell
Pour les articles homonymes, voir Russell.
Kris Russell (né le 2 mai 1987 à Caroline, dans la province de l'Alberta au Canada) est un joueur professionnel canadien de hockey sur glace. Il est le frère de Ryan Russell.

## Biographie

### Carrière de joueur
Il joue toute sa carrière junior avec les Tigers de Medicine Hat, dans la Ligue de hockey de l'Ouest. Durant ses quatre saisons passées avec l'équipe, il participe à deux reprises au tournoi de la Coupe Memorial, sans toutefois le remporter. Il est repêché par les Blue Jackets de Columbus de la Ligue nationale de hockey en 2005. Il participe avec l'équipe LHOu au Défi ADT Canada-Russie en 2006.
Il rejoint les Blue Jackets à sa première saison professionnelle en 2007-2008. Le 11 novembre 2011, il est échangé aux Blues de Saint-Louis en retour de Nikita Nikitine.
Durant le lock-out que connait la LNH lors de la saison 2012-2013, il signe un contrat avec le TPS Turku de la SM-liiga. Le 5 juillet 2013, Russell est échangé aux Flames de Calgary en retour d'un choix de cinquième ronde au repêchage de 2014 et il signe un contrat d'un an, 1.5 M $.
Il est à nouveau échangé à la date limite des transactions 2016, aux Stars de Dallas en échange de Jyrki Jokipakka, Brett Pollock et un choix conditionnel de deuxième ronde au repêchage 2016.

### Carrière internationale
Il représente l'équipe du Canada au niveau international. Il a participé avec son pays au Championnat du monde junior de hockey sur glace à deux reprises, remportant la médaille d'or à ces deux occasions.

## Statistiques

### En club
| Saison     | Équipe                   | Ligue       |     | Saison régulière | Saison régulière | Saison régulière | Saison régulière | Saison régulière |   | Séries éliminatoires | Séries éliminatoires | Séries éliminatoires | Séries éliminatoires | Séries éliminatoires |
| Saison     | Équipe                   | Ligue       | PJ  | B                | A                | Pts              | Pun              | PJ               | B | A                    | Pts                  | Pun                  |                      |                      |
| 2003-2004  | Tigers de Medicine Hat   | LHOu        | 55  | 4                | 15               | 19               | 30               | 20               | 3 | 2                    | 5                    | 4                    |                      |                      |
| 2004       | Tigers de Medicine Hat   | C. Memorial | -   | -                | -                | -                | -                | 4                | 0 | 0                    | 0                    | 0                    |                      |                      |
| 2004-2005  | Tigers de Medicine Hat   | LHOu        | 72  | 26               | 35               | 61               | 37               | 10               | 2 | 1                    | 3                    | 4                    |                      |                      |
| 2005-2006  | Tigers de Medicine Hat   | LHOu        | 55  | 14               | 33               | 47               | 18               | 13               | 4 | 8                    | 12                   | 11                   |                      |                      |
| 2006-2007  | Tigers de Medicine Hat   | LHOu        | 59  | 32               | 37               | 69               | 56               | 23               | 4 | 15                   | 19                   | 24                   |                      |                      |
| 2007       | Tigers de Medicine Hat   | C. Memorial | -   | -                | -                | -                | -                | 4                | 0 | 1                    | 1                    | 4                    |                      |                      |
| 2007-2008  | Blue Jackets de Columbus | LNH         | 67  | 2                | 8                | 10               | 14               | -                | - | -                    | -                    | -                    |                      |                      |
| 2008-2009  | Crunch de Syracuse       | LAH         | 14  | 3                | 5                | 8                | 0                | -                | - | -                    | -                    | -                    |                      |                      |
| 2008-2009  | Blue Jackets de Columbus | LNH         | 66  | 2                | 19               | 21               | 14               | 4                | 1 | 1                    | 2                    | 2                    |                      |                      |
| 2009-2010  | Blue Jackets de Columbus | LNH         | 70  | 7                | 15               | 22               | 32               | -                | - | -                    | -                    | -                    |                      |                      |
| 2010-2011  | Blue Jackets de Columbus | LNH         | 73  | 5                | 18               | 23               | 37               | -                | - | -                    | -                    | -                    |                      |                      |
| 2011-2012  | Blue Jackets de Columbus | LNH         | 12  | 2                | 1                | 3                | 13               | -                | - | -                    | -                    | -                    |                      |                      |
| 2011-2012  | Blues de Saint-Louis     | LNH         | 43  | 4                | 5                | 9                | 12               | 9                | 0 | 3                    | 3                    | 5                    |                      |                      |
| 2012-2013  | TPS Turku                | SM-liiga    | 15  | 2                | 12               | 14               | 8                | -                | - | -                    | -                    | -                    |                      |                      |
| 2012-2013  | Blues de Saint-Louis     | LNH         | 33  | 1                | 6                | 7                | 9                | -                | - | -                    | -                    | -                    |                      |                      |
| 2013-2014  | Flames de Calgary        | LNH         | 68  | 7                | 22               | 29               | 15               | -                | - | -                    | -                    | -                    |                      |                      |
| 2014-2015  | Flames de Calgary        | LNH         | 79  | 4                | 30               | 34               | 17               | 11               | 2 | 5                    | 7                    | 7                    |                      |                      |
| 2015-2016  | Flames de Calgary        | LNH         | 51  | 4                | 11               | 15               | 8                | -                | - | -                    | -                    | -                    |                      |                      |
| 2015-2016  | Stars de Dallas          | LNH         | 11  | 0                | 4                | 4                | 2                | 12               | 0 | 4                    | 4                    | 4                    |                      |                      |
| 2016-2017  | Oilers d'Edmonton        | LNH         | 68  | 1                | 12               | 13               | 23               | 13               | 0 | 4                    | 4                    | 4                    |                      |                      |
| 2017-2018  | Oilers d'Edmonton        | LNH         | 78  | 4                | 17               | 21               | 8                | -                | - | -                    | -                    | -                    |                      |                      |
| 2018-2019  | Oilers d'Edmonton        | LNH         | 72  | 3                | 13               | 16               | 27               | -                | - | -                    | -                    | -                    |                      |                      |
| 2019-2020  | Oilers d'Edmonton        | LNH         | 55  | 0                | 9                | 9                | 14               | 4                | 0 | 0                    | 0                    | 2                    |                      |                      |
| 2020-2021  | Oilers d'Edmonton        | LNH         | 35  | 0                | 9                | 9                | 8                | 1                | 0 | 0                    | 0                    | 0                    |                      |                      |
| 2021-2022  | Oilers d'Edmonton        | LNH         | 31  | 2                | 7                | 9                | 4                | 6                | 0 | 0                    | 0                    | 0                    |                      |                      |
| Totaux LNH | Totaux LNH               | Totaux LNH  | 912 | 48               | 206              | 254              | 271              | 60               | 3 | 17                   | 20                   | 24                   |                      |                      |

### En équipe nationale
| Année | Évènement                   |   | PJ | B | A | Pts | Pun | +/-             |  | Résultat |
| 2006  | Championnat du monde junior | 6 | 1  | 3 | 4 | 4   | +4  | Médaille d'or   |  |          |
| 2007  | Championnat du monde junior | 6 | 4  | 2 | 6 | 0   | +3  | Médaille d'or   |  |          |
| 2010  | Championnat du monde        | 7 | 1  | 3 | 4 | 2   | -2  | Septième place  |  |          |
| 2012  | Championnat du monde        | 4 | 0  | 3 | 3 | 2   | +4  | Cinquième place |  |          |

## Trophées et honneurs personnels

### Ligue de hockey de l'Ouest
- 2005-2006 : gagnant du trophée commémoratif Bill-Hunter remis au meilleur défenseur de la ligue (1)
- 2006-2007 : 
  - gagnant du trophée commémoratif des quatre Broncos
  - gagnant du trophée commémoratif Bill-Hunter (2)